# Брайон Бренд
«Брайон Бренд» (может также читаться как Брайон Брендт, Брайон Брандт) (англ. Brion Brandd) — серия романов американского писателя-фантаста Гарри Гаррисона. Серия включает следующие произведения:
- «Планета проклятых (Чувство долга)» англ. Planet of the Damned (Sense of Obligation), 1962
- «Планета, с которой не возвращаются» (англ. Planet of No Return, 1981)